# Apobletodes pumicatus
Apobletodes pumicatus är en skalbaggsart som först beskrevs av Lewis 1907.  Apobletodes pumicatus ingår i släktet Apobletodes och familjen stumpbaggar. Inga underarter finns listade i Catalogue of Life.